# 大村英治
大村 英治（おおむら えいじ、1960年 - ）は、日本のテレビドラマプロデューサー。WOWOW所属。

## 経歴
広島県福山市生まれ、北海道旭川市育ち。1985年慶應義塾大学文学部卒業。オフィス・トゥー・ワンで番組制作に携わる。1992年開局間もないWOWOWにプロデューサーとして入社。1996年から自社制作が開始されたWOWOWドラマの中心として活動。主なプロデュース作品にハッピーエンドとその逆の終わり方の二つを予め撮っておき、視聴者の投票で最終回を決める「Duet」、1日5分ずつの連続ドラマ「Seven's Face」など。2002年にプロデュースしたロボット玩具を携帯電話で遠隔操縦し両親を殺害するというSFホラー「TOYD」が、第39回ギャラクシー賞大賞を受賞。翌2003年に手がけた小泉今日子主演「ドラマW　センセイの鞄」も日本民間放送連盟賞番組部門テレビドラマ最優秀賞、文化庁芸術祭優秀賞などを受賞した。2010年現在、制作局制作部エグゼクティブプロデューサー。

## 主なプロデュース作品
- Duet
- Seven's Face
- TOYD　主演・内藤剛志
- ドラマW　センセイの鞄　演出・久世光彦　主演・小泉今日子
- 妄想代理人（オリジナルアニメ）
- Railway Story